# نورث ميرتل بيتش
نورث ميرتل بيتش (كارولاينا الجنوبية) (بالإنجليزية: North Myrtle Beach, South Carolina)‏ هي مدينة تقع في الولايات المتحدة في مقاطعة هوري (كارولاينا الجنوبية).  يقدر عدد سكانها بـ 13,752 نسمة ومساحتها 35.0 كم2  وترتفع عن سطح البحر 2 متر.

## التركيبة السكانية
حدّد مكتب تعداد الولايات المتحدة بيانات التركيبة السكانية لنورث ميرتل بيتش في تعداد الولايات المتحدة. في ما يلي، التركيبة السكانية حسب تعدادي 2000 و2010.

### تعداد عام 2000
بلغ عدد سكان نورث ميرتل بيتش 10,974 نسمة بحسب تعداد عام 2000، وبلغ عدد الأسر 5,406 أسرة وعدد العائلات 3,129 عائلة مقيمة في المدينة. في حين سجلت الكثافة السكانية 195.1 نسمة لكل كيلومتر مربع (505.3/ميل2). وبلغ عدد الوحدات السكنية 18,091 وحدة بمتوسط كثافة قدره 321.7 لكل كيلومتر مربع (833.2/ميل2).
وتوزع التركيب العرقي للمدينة بنسبة 94.50% من البيض و2.31% من الأمريكيين الأفارقة و0.47% من الأمريكيين الأصليين و0.64% من الأمريكيين ذوي الأصول الآسيوية و0.14% من سكان جزر المحيط الهادئ و1.06% من الأعراق الأخرى و0.89% من عرقين مختلطين أو أكثر و2.36% من الهسبانيون أو اللاتينيون من أي عرق.
بلغ عدد الأسر 5,406 أسرة كانت نسبة 17.3% منها لديها أطفال تحت سن الثامنة عشر تعيش معهم، وبلغت نسبة الأزواج القاطنين مع بعضهم البعض 47.5% من أصل المجموع الكلي للأسر، ونسبة 6.9% من الأسر كان لديها معيلات من الإناث دون وجود شريك،  بينما كانت نسبة 3.5% من الأسر لديها معيلون من الذكور دون وجود شريكة وكانت نسبة 42.1% من غير العائلات. تألفت نسبة 33.2% من أصل جميع الأسر من عدة أفراد يعيشون في نفس المنزل ونسبة 11% كانت تتألف من شخص يعيش بمفرده يبلغ من العمر 65 عاماً أو أكثر. وبلغ متوسط حجم الأسرة المعيشية 2.03، أما متوسط حجم العائلات فبلغ 2.53.
بلغ العمر الوسطي للسكان 48.1 عاماً. وكانت نسبة 13.8% من القاطنين تحت سن الثامنة عشر، وكانت نسبة 6.1% بين الثامنة عشر والرابعة والعشرين عاماً، ونسبة 25.9% كانت واقعةً في الفئة العمرية ما بين الخامسة والعشرين والرابعة والأربعين عاماً، ونسبة 32.8% كانت ما بين الخامسة والأربعين والرابعة والستين، ونسبة 21.5% كانت ضمن فئة الخامسة والستين عاماً فما فوق. يوجد لكل 100 أنثى 99.5 ذكر، ويوجد لكل 100 أنثى في الثامنة عشر من عمرها فما فوق 98.2 ذكر.
بلغ متوسط دخل الأسرة في المدينة 38,787 دولارًا، أما متوسط دخل العائلة فبلغ 46,052 دولارًا. وكان متوسط دخل الذكور 30,189 دولارًا مقابل 22,119 دولارًا للإناث. وسجل دخل الفرد الخاص بالمدينة 27,006 دولارًا. وكانت نسبة 5.1% من العائلات ونسبة 8.5% من السكان تحت خط الفقر، وكان من هؤلاء نسبة 13.3% تحت سن الثامنة عشر ونسبة 4.8% في الخامسة والستين من العمر وما فوق.

### تعداد عام 2010
بلغ عدد سكان نورث ميرتل بيتش 13,752 نسمة بحسب تعداد عام 2010، وبلغ عدد الأسر 6,739 أسرة وعدد العائلات 3,940 عائلة مقيمة في المدينة. في حين سجلت الكثافة السكانية 244.5 نسمة لكل كيلومتر مربع (633.3/ميل2). وبلغ عدد الوحدات السكنية 27,584 وحدة بمتوسط كثافة قدره 490.5 لكل كيلومتر مربع (1,270.4/ميل2).
وتوزع التركيب العرقي للمدينة بنسبة 90.41% من البيض و3.32% من الأمريكيين الأفارقة و0.55% من الأمريكيين الأصليين و0.93% من الأمريكيين ذوي الأصول الآسيوية و0.07% من سكان جزر المحيط الهادئ و3.31% من الأعراق الأخرى و1.43% من عرقين مختلطين أو أكثر و6.33% من الهسبانيون أو اللاتينيون من أي عرق.
بلغ عدد الأسر 6,739 أسرة كانت نسبة 15% منها لديها أطفال تحت سن الثامنة عشر تعيش معهم، وبلغت نسبة الأزواج القاطنين مع بعضهم البعض 46.9% من أصل المجموع الكلي للأسر، ونسبة 7.7% من الأسر كان لديها معيلات من الإناث دون وجود شريك،  بينما كانت نسبة 3.9% من الأسر لديها معيلون من الذكور دون وجود شريكة وكانت نسبة 41.5% من غير العائلات. تألفت نسبة 33.2% من أصل جميع الأسر من عدة أفراد يعيشون في نفس المنزل ونسبة 14.1% كانت تتألف من شخص يعيش بمفرده يبلغ من العمر 65 عاماً أو أكثر. وبلغ متوسط حجم الأسرة المعيشية 2.04، أما متوسط حجم العائلات فبلغ 2.49.
بلغ العمر الوسطي للسكان 54.7 عاماً. وكانت نسبة 11.8% من القاطنين تحت سن الثامنة عشر، وكانت نسبة 6% بين الثامنة عشر والرابعة والعشرين عاماً، ونسبة 19% كانت واقعةً في الفئة العمرية ما بين الخامسة والعشرين والرابعة والأربعين عاماً، ونسبة 36% كانت ما بين الخامسة والأربعين والرابعة والستين، ونسبة 27.2% كانت ضمن فئة الخامسة والستين عاماً فما فوق. وتوزع التركيب الجنسي للسكان بنسبة 49.4% ذكور و50.6% إناث.